# Harmothoe rottnestensis
Harmothoe rottnestensis är en ringmaskart som beskrevs av Sylvanus Charles Thorp Hanley 1993. Harmothoe rottnestensis ingår i släktet Harmothoe och familjen Polynoidae. Inga underarter finns listade i Catalogue of Life.